# 文思院
文思院，中國古代官署名稱，宋太平興國三年（978年）始置，隸屬於少府監。南宋時期，因少府監併入工部，文思院改隸工部管理。主要負責金銀工巧之物的製造、金采繪素裝鈿等工藝，以供宮廷所需的儀仗、器物、權量等物所使用。這一制度為同時期的遼國、金國所習，遼國南面官中設有中京文思院，金國則設有文思署。明代，承襲宋代制度，於工部下設文思院。滿清時期廢除。